# Isidorea veris
Isidorea veris là một loài thực vật có hoa trong họ Thiến thảo. Loài này được Ekman ex Aiello & Borhidi mô tả khoa học đầu tiên năm 1986.